# Ava (Missouri)
Ava és una població dels Estats Units a l'estat de Missouri. Segons el cens del 2000 tenia 3.021 habitants.

## Demografia
Segons el cens del 2000, Ava tenia 3.021 habitants, 1.350 habitatges, i 764 famílies. La densitat de població era de 376,3 habitants per km².
Dels 1.350 habitatges en un 27,3% hi vivien nens de menys de 18 anys, en un 43% hi vivien parelles casades, en un 10,5% dones solteres, i en un 43,4% no eren unitats familiars. En el 39,3% dels habitatges hi vivien persones soles el 23,3% de les quals corresponia a persones de 65 anys o més que vivien soles. El nombre mitjà de persones vivint en cada habitatge era de 2,21 i el nombre mitjà de persones que vivien en cada família era de 2,96.
Per edats la població es repartia de la següent manera: un 25,4% tenia menys de 18 anys, un 8,3% entre 18 i 24, un 24% entre 25 i 44, un 19,3% de 45 a 60 i un 23% 65 anys o més.
L'edat mediana era de 38 anys. Per cada 100 dones de 18 o més anys hi havia 73,1 homes.
La renda mediana per habitatge era de 22.331 $ i la renda mediana per família de 28.228 $. Els homes tenien una renda mediana de 25.865 $ mentre que les dones 16.324 $. La renda per capita de la població era de 13.307 $. Entorn del 16% de les famílies i el 21,7% de la població estaven per davall del llindar de pobresa.

## Poblacions més properes
El següent diagrama mostra les poblacions més properes.